# Howard Donald
Howard Paul Donald (Droylsden, 28 april 1968) is een Britse zanger, songwriter, danser en DJ. Hij is een van de leden van de popgroep Take That en was jurylid bij de Duitse talentenjacht Got to Dance.
In de jaren negentig werd Donald samen met Gary Barlow, Robbie Williams, Mark Owen en Jason Orange bekend met liedjes als Relight my Fire en Back for Good. Op de single Never Forget van het derde album van Take That genaamd Nobody Else was Donald de lead vocalist.
- International Standard Name Identifier: 0000 0001 3028 0507
- MusicBrainz: 98349926-ae9c-4efb-90bd-26774de037c8
- Virtual International Authority File: 315546115